# Alberto Borges
Alberto Borges (Santander, España, 1928-Guayaquil, Ecuador, 26 de junio de 1994) fue un periodista, escritor y crítico de opinión en el noticiero Telemundo, de Ecuavisa en Ecuador.

## Vida
Nació en Santander, España, y posteriormente obtuvo la nacionalidad ecuatoriana. Desde muy joven se apasionó por la literatura y el cine. Se vinculó con la literatura, convirtiéndose en crítico literario. Se destacó en coberturas internacionales como jefe de redacción y escribió artículos especiales para la revista Vistazo. Incursionó en la televisión en 1967 en el canal Ecuavisa para dirigir y conducir el noticiero Telemundo. También dirigió producciones especiales para el canal,como el dramatizado "El Cristo de nuestras angustias".
Siempre fue aventurero, no le interesaban los bienes económicos ni las fortunas. Su única pasión era viajar y escribir. Antes de lanzarse hacia la aventura para Ecuador, estuvo preso en una cárcel al norte de San Sebastián por demostrarse en contra de las leyes del dictador de la guerra civil española, Francisco Franco. Escapó de dicha prisión en canoa hasta llegar a la pequeña ciudad de Saint Jean de Luz al sur de Francia. Sabía hablar francés con fluidez, por lo que decidió irse a vivir a Bélgica por un tiempo hasta decidir emprender un viaje de marino hasta el Ecuador.  
Vivió en Guayaquil. Fue un activo defensor de la comunidad guayaquileña en el segmento televisivo El club de quejas, en el que receptaba las denuncias de los televidentes, realizando duras críticas que resonaron en la conciencia de la gente.
Emprendió varios viajes a lo largo de su vida. Entre sus ciudades favoritas del mundo están Ciudad del Cabo en Sudáfrica; y algunas ciudades en Vietnam. 
Su primer matrimonio fue con Alda María De Prati Cavanna, mujer perteneciente a la familia guayaquileña de los De Prati. Con Alda tuvo dos hijos: Mario Alberto y Aldo Xavier Luis Borges De Prati. Su primer matrimonio no duró y luego contrajo matrimonio con una señora llamada Blanca, quien fallece de cáncer después de unos años. De su segundo matrimonio nació su tercer hijo, llamado José Antonio Borges. 
Autotitulado como el alcalde del Cerro, con el fin de denunciar los desafueros cometidos ante la comunidad, combatiendo la corrupción, pasó a la historia como uno de los personajes más admirados de la televisión ecuatoriana, referente mayor de la cultura televisiva del país. Dueño de un estilo único e inconfundible, lo personificó al ser la voz de los que nunca son escuchados. Articulista del diario El Telégrafo, tuvo una columna titulada Aguja de Marear, en alusión a la mar, fascinación que jamás dejó.

## Su muerte y legado
El 26 de junio de 1994 poco después de concluir el noticiero de las ocho de la noche un problema cardíaco le causó su muerte. Quedó tendido sobre su oficina. Se leyeron los versos de Walt Whitman en su sepelio: ¡Oh, capitán! Mi capitán nuestro viaje ha terminado. En su memoria los muros y paredes del teatro del canal llevan su nombre, y en la sala de redacción y el set de Televistazo fue colocada una fotografía con la leyenda "Alberto Borges, periodista insigne de Ecuavisa".

## Obras notables
- La Resaca, novela de ambiente marino.
- Mundo en crisis', un libro de comentarios sobre la situación internacional.
- La memoria desterrada, publicación sobre la vida de Guayaquil en las décadas del 60 y 70.

## Filmografía
- Historia de un payaso (corto de ficción)[3]
- Pasos (cortometraje)
- El Cristo de nuestras angustias (cortometraje)